# Huaiyin
Huaiyin léase Juá-Yín (en chino:槐荫区, pinyin:Huáiyìn Qū) es un distrito urbano bajo la administración directa de la Subprovincia de  Jinan, capital provincial de Shandong , República Popular China. El distrito yace en una llanura con una altitud promedio de 78 m s. n. m. ubicada en el centro financiero de la ciudad. Su área total es de 150 km² y su población proyectada para 2010 fue de 476 811 habitantes.

## Administración
El distrito de Huaiyin se divide en 14 pueblos que se administran en 12 subdistritos y 2 poblados.